# A.A. ten Oever
Albert Anthonie ten Oever (Assen, 20 juli 1920 – 17 mei 2001) was een Nederlands politicus van de VVD.
Van september 1948 tot mei 1956 was hij in dienst bij de gemeente Velsen waar hij werkzaam was op de afdeling Openbare Werken en het bracht tot commies A. Daarna keerde hij terug naar Drenthe om te gaan werken bij de gemeente Emmen. In juni 1965 werd Ten Oever benoemd tot burgemeester van de Zuid-Hollandse gemeente Strijen. Hij zou de functie blijven uitoefenen tot zijn pensionering in augustus 1985. In 1983 werd Ten Oever benoemd tot Ridder in de Orde van Oranje Nassau. In 2001 overleed hij op 80-jarige leeftijd.